# Ясень (Куявсько-Поморське воєводство)
Ясень (пол. Jasień, нім. Lichtenbach) — село в Польщі, у гміні Тлухово Ліпновського повіту Куявсько-Поморського воєводства.
Населення — 312 осіб (2011).
У 1975-1998 роках село належало до Влоцлавського воєводства.

## Демографія
Демографічна структура станом на 31 березня 2011 року:
|          | Загалом | Допрацездатний вік | Працездатний вік | Постпрацездатний вік |
| -------- | ------- | ------------------ | ---------------- | -------------------- |
| Чоловіки | 159     | 36                 | 111              | 12                   |
| Жінки    | 153     | 39                 | 89               | 25                   |
| Разом    | 312     | 75                 | 200              | 37                   |